# Oodi (biblioteka)
Oodi – biblioteka publiczna w Helsinkach zbudowana w ramach obchodów 100–lecia Finlandii. Została przez IFLA wybrana najlepszą biblioteką publiczną roku 2019.

## Historia
Bibliotekę zbudowano w ramach obchodów 100-lecie niepodległości Finlandii. Została zbudowana  przy placu Kansalaistori w dzielnicy Helsinek Töölönlahti i otwarta 5 grudnia 2018 roku. Zbudowano ją w centrum miasta i dlatego jej pełna nazwa brzmi Helsingin keskustakirjasto Oodi (biblioteka centralna Oodi). Nazwę oodi czyli oda w języku polskim wybrano w otwartym konkursie w którym mogli wziąć udział wszyscy mieszkańcy Finlandii. 

## Działalność
Podczas pierwszych 4 miesięcy po otwarciu bibliotekę odwiedziło milion osób, a na początku 2024 roku liczba ta wzrośnie do 10 milionów. 
Biblioteka notuje najwięcej wypożyczeń wśród bibliotek publicznych w Helsinkach, do końca 2023 roku wypożyczono ponad 473 tysiące książek. W ciągu pierwszych 5 lat działalności zorganizowano w niej 170 imprez. W 2022 roku po raz pierwszy zorganizowano Oodin kirjajuhlat (Festiwal Książki Oodi), a w 2023 roku po raz pierwszy przyznano na nim nagrodę Oodin vuoden runoilija (tytuł poety roku Oodi). 

## Budynek
Konkurs na projekt został rozstrzygnięty w 2013 roku. Wygrała go firma ALA Architects. W zespole znaleźli się architekci: Juho Grönholm, Antti Nousjoki i Samuli Woolston. W budynku oprócz pomieszczeń typowych dla biblioteki zaprojektowano plac zabaw dla dzieci, studio muzyczne, warsztat, kawiarnię i miejsca spotkań. Zaplanowano trzy poziomy: aktywny parter, otwartą czytelnię na trzecim piętrze oraz pomieszczenia na drugim piętrze zapewniające dodatkowe usługi i udogodnienia takie jak studio nagrań. Łącznie powierzchnia budynku wynosi 17 000 m². 
Budynek posiada trzy wejścia. Na wyższe piętra można się dostać ruchomymi schodami przy południowym wejściu lub spiralnymi schodami z holu.
Podczas budowy wykorzystano lokalne produkty. Drewniana fasada została pokryta deskami z fińskiego świerku o grubości 33 milimetrów.   

## Nagrody
W 2019 roku biblioteka Oodi otrzymała tytuł najlepszej biblioteki publicznej roku 2019 (Public Library of the Year Award) przyznany przez Międzynarodową Federację Stowarzyszeń Bibliotecznych (IFLA) podczas corocznej konferencji w Atenach. W konkursie wzięło udział 16 bibliotek z całego świata. Nagrodę wynoszącą 5 tys. USD ufundowała firma informatyczna Systematic.